# Comalcalco

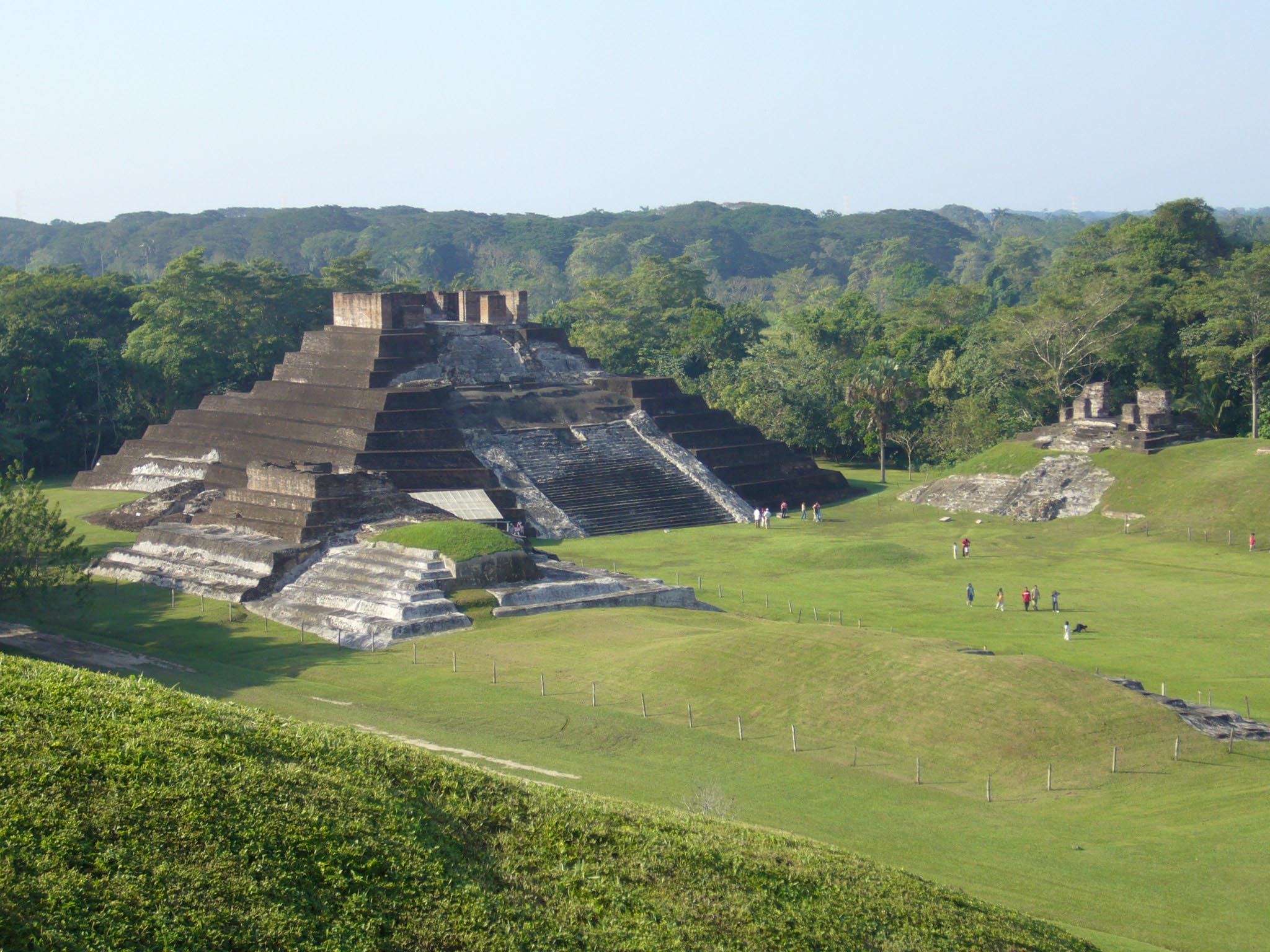
Comalcalco piramisa

Comalcalco 60 km északnyugatra van Villahermosa várostól a mexikói Tabasco államban. Régészeti lelőhely és romváros. A név jelentése „A komálok házában”. A komál (comal) tortilla készítésére szolgáló serpenyő.

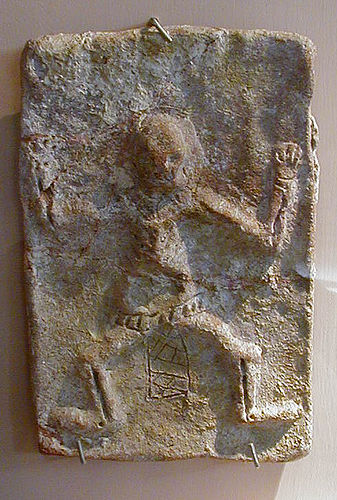
Díszített tégla Comalcalcoból.

Ezen a helyen található a maja kultúra legnyugatibb templomegyüttese. Mészkő hiányában az egyébként megszokott építőanyagot agyaggal, azaz téglával helyettesítették, amelyeket osztriga csiga héjából készült malterral kötöttek össze.
Az építmények főleg a késő klasszikus periódusból származnak Kr.u. 700-900-as évekből. Sok tégla művészi figurális díszítésekkel láttak el. A legjelentősebb épületek az ún. északi palota, valamint a Gran Acropolis névre keresztelt piramis és az Acropolis Este azaz keleti akropolisz.